# 尼古拉·根纳季耶维奇·杜比宁
尼古拉·根纳季耶维奇·杜比宁（羅馬化：Nikolay Gennad'yevich Dubinin；俄語發音：[nʲɪkɐˈɫaɪ̯ ɡʲɪˈnadʲɪ̯ɪvʲɪd͡ʑ dʊˈbinʲɪn]；1973年5月27日—）是一位俄罗斯罗马天主教高级主教，自2020年7月30日起担任拜扎凯纳阿奎教区的领衔主教和莫斯科天主之母总教区的辅理主教。